# Эрдаоцзян
Эрдаоцзя́н (кит. упр. 二道江, пиньинь Èrdàojiāng) — район городского подчинения городского округа Тунхуа провинции Гирин (КНР).

## История
Район Эрдаоцзян был образован постановлением Госсовета КНР от 8 сентября 1986 года.

## Административное деление
Район Эрдаоцзян делится на 2 уличных комитета, 3 посёлка и 1 волость.

## Соседние административные единицы
Район Эрдаоцзян на юго-западе граничит с районом Дунчан, на северо-востоке — с городским округом Байшань, на севере и юге — с уездом Тунхуа.